# Regina Mateus
Regina Maria de Jesus Mateus (de soltera Ramos; Lourenço Marques, Provincia de Mozambique, 7 de marzo de 1966) es una cirujana y militar portuguesa, directora del Hospital de las Fuerzas Armadas. En diciembre de 2018 se convirtió en la primera mujer en asumir el cargo de oficial general de las Fuerzas Armadas de Portugal.

## Biografía
Regina Ramos nació el 7 de marzo de 1966 en Lourenço Marques (actual Maputo), capital de la entonces Provincia portuguesa de Mozambique (actual Mozambique).  Inicialmente asistió a la escuela primaria en Mozambique, luego en Rodesia (antes de convertirse en Zimbabue) y finalmente en Figueira da Foz, en el Portugal continental. Cursó Medicina en la Universidad de Coímbra, finalizándolo en 1991, realizando el internado general en los dos años siguientes. En 1993 se incorporó a la plantilla permanente de la Fuerza Aérea Portuguesa, primera rama de las Fuerzas Armadas que permitió la integración de las mujeres en el servicio militar voluntario y en la plantilla permanente, desde 1988.
Fue interna en el antiguo hospital de la Fuerza Aérea, actual Hospital de las Fuerzas Armadas, y luego tomó un curso de medicina aeronáutica. Realizó una pasantía complementaria en Cirugía General, obteniendo el título de auxiliar hospitalario en el año 2012.
Fue jefa del Centro de Salud de la Base Aérea de Monte Real, y hasta 2017 del Centro de Medicina Aeronáutica de la Fuerza Aérea.
En 2003 dirigió el equipo de sanidad militar presente en el ejercicio de evaluación táctica de la OTAN en Ovar, participando en varias misiones de la Alianza Atlántica como «Evaluadora de Protección de la Fuerza» en Portugal, Grecia, Turquía y España.
Ha trabajado a nivel hospitalario en zonas de conflicto de alta peligrosidad, entre ellas Afganistán (Guerra de Afganistán; 2008 y 2009-2010), donde ha estado en tres ocasiones, siendo la mujer con más misiones internacionales al servicio de la OTAN, habiendo estado también en Santo Tomé y Príncipe (1994), Lituania (APA 1; 2007), Noruega, y Libia.
Regina Mateus desarrolló el equipo interno para que el avión de transporte C-295 pudiera recoger pacientes infectados con el virus del Ébola desde África, si fuera necesario.
En marzo de 2017 comenzó a asistir al curso para el ascenso a oficial general en el Instituto Universitario Militar de Pedrouços, situado en la rúa de Pedrouços, Lisboa (Portugal), finalizándolo en el verano de ese año, con un trabajo de investigación titulado en portugués: Causas de incapacidade e absentismo nas Forças Armadas, lit. 'Causas de incapacidad y absentismo en las Fuerzas Armadas'.
Aunque Regina Mateus está más vinculada al área operativa, en particular a la medicina aeronáutica, ha trabajado como médico de cirugía general en los servicios de urgencias del Hospital São Francisco Xavier de Lisboa, siendo considerada por sus pares como una profesional exigente y muy humana con los pacientes, especialmente con los ancianos.
El 23 de julio de 2018 asumió la dirección del Hospital de las Fuerzas Armadas, en reemplazo del general de brigada António Lopes Tomé, y su ascenso a general de brigada ya era seguro, dependiendo de las vacantes en la Fuerza Aérea y de la autorización del Gobierno.
En 2018, Regina Mateus era la coronel de mayor edad de las Fuerzas Armadas. El 21 de diciembre de 2018, fue ascendida a general de brigada, convirtiéndose en la primera mujer en ocupar un cargo de oficial general en la historia de las Fuerzas Armadas portuguesas. El ministro de Defensa, João Gomes Cravinho, que firmó la orden de promoción, lo consideró un momento «de gran simbolismo», que representa «un techo de cristal que se rompe».
En 2019 fue sucedida en el cargo del Hospital de las Fuerzas Armadas por el coronel Eduardo Fernando Fazenda Afonso Branco.
Al año siguiente de haber cesado en el cargo, una noticia de Público firmada por la periodista Ana Henriques informó de que Regina Mateus podía enfrentarse a cargos por corrupción debido a ajustes directos llevados a cabo en su etapa como directora del Hospital de las Fuerzas Armadas en una nota de prensa en la que destacaba su condición de primera mujer oficial de las FFAA portuguesas. Al mes siguiente, el mismo diario publicó una carta de la propia Regina Mateus titulada en portugués: Sobre o ataque à boa reputação das pessoas, lit. 'Sobre el ataque a la buena reputación de las personas' en las que afeaba el tono de la periodista e indicaba su opinión sobre la posible causa del ajuste directo, que veía banal al depender el gasto de la Dirección de Finanzas del Estado Mayor General de las Fuerzas Armada.
Finalmente el asunto quedó saldado con el compromiso del Hospital de las Fuerzas Armadas de aumentar su transparencia y sacar todas las licitaciones como públicas, sin utilizar su derecho a un millón de euros reservados para hacer las contrataciones siempre con el mismo licitante. El proceso judicial por su parte, tuvo sentencia por parte del juez António Francisco Martins el 8 de junio de 2021, en la cual se exponía que Mateus sí podía ser considerada como responsable dadas sus funciones como directora de la institución, aunque sólo se le impuso una sanción monetaria por el Tribunal de Cuentas.
Regina Mateus garantiza que nunca ha sido objeto de discriminación de género en las filas militares.

## Vida personal
Se casó con 28 años, sin hijos.